# Larrabetzu
Larrabetzu – gmina w Hiszpanii, w prowincji Biskaja, w Kraju Basków, o powierzchni 21,39 km². W 2011 roku gmina liczyła 1974 mieszkańców.